# Skulpturparken vid Moderna museet

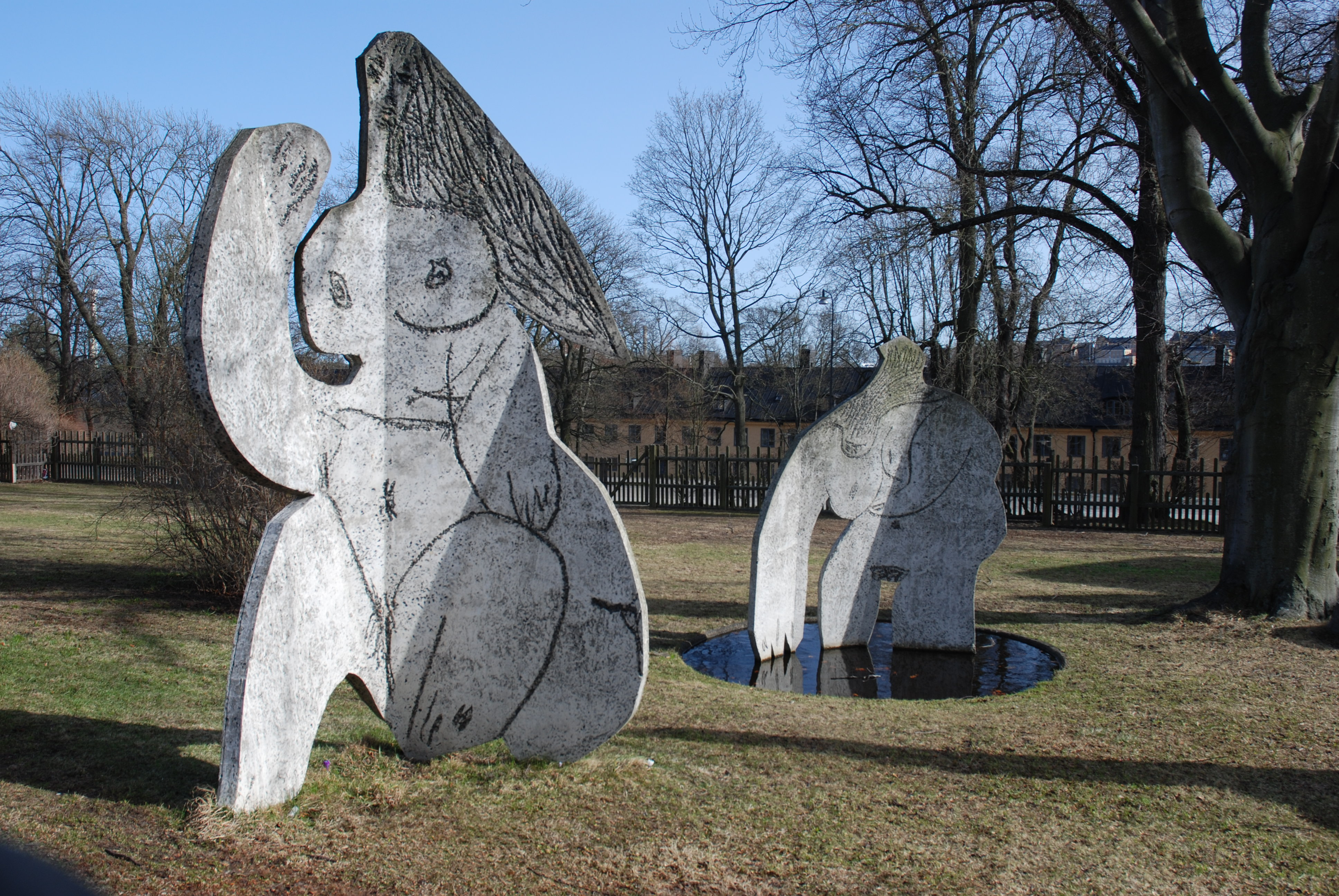
Pablo Picassos Frukost i det gröna, detalj

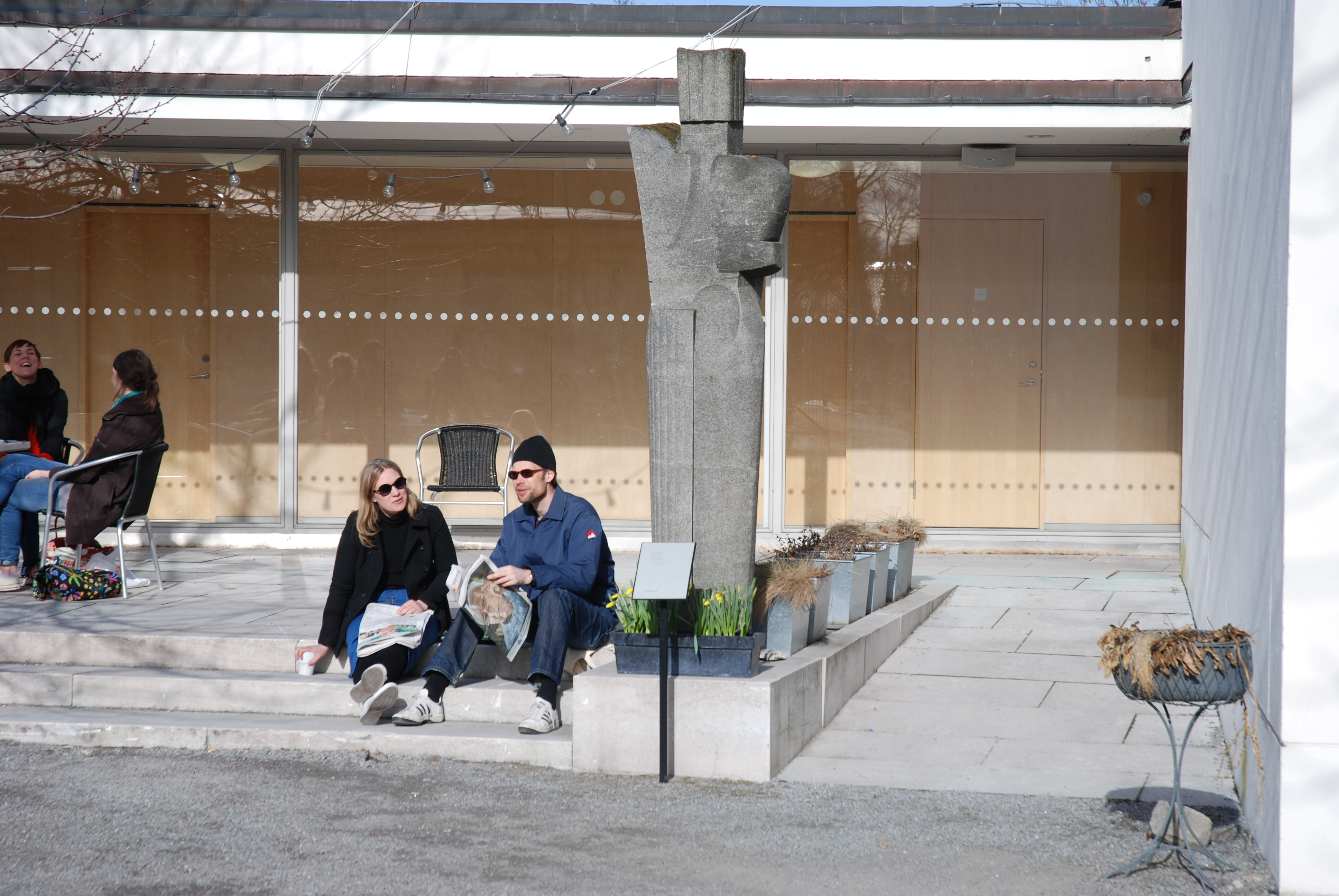
Cristian Bergs Monumentalfigur

Skulpturparken vid Moderna museet är ett begränsat område med offentlig konst, tillhörande Moderna museets utomhussamling  på Skeppsholmen i Stockholm.
Utanför Moderna museet och Arkitektur- och designcentrum i Stockholm finns ett antal skulpturer uppresta, bland andra:
- De fyra elementen, stål, 1961 efter en modell från 1938, mobil skulptur i fyra delar av Alexander Calder, på planen framför den tidigare gymnastiksalen
- Paradiset, 1966, en skulpturgrupp i 16 delar med fasta och rörliga skulpturer i stål och glasfiberarmerad plast av Jean Tinguely och Niki de Saint Phalle
- Frukost i det gröna, en skulpturgrupp i blästrad betong, 1962, ritad av Pablo Picasso och utförd av den norske skulptören Carl Nesjar (född 1920), i museiträdgården
- Monumentalfigur, konststen, 1927, av Christian Berg, i museiträdgården
- Monument över den sista cigaretten, diverse material, 1975, av Erik Dietman, i museiträdgården
- Svart svensk granit, diabas, 1981, av Ulrich Rückriem, framför Moderna museet
- Paviljongskulptur II, glas, spegelglas och aluminium, 1984, av Dan Graham (född 1942), utanför Moderna museet
- Utan titel, tegelsten, 1999-2000, av Per Kirkeby

## Fotogalleri

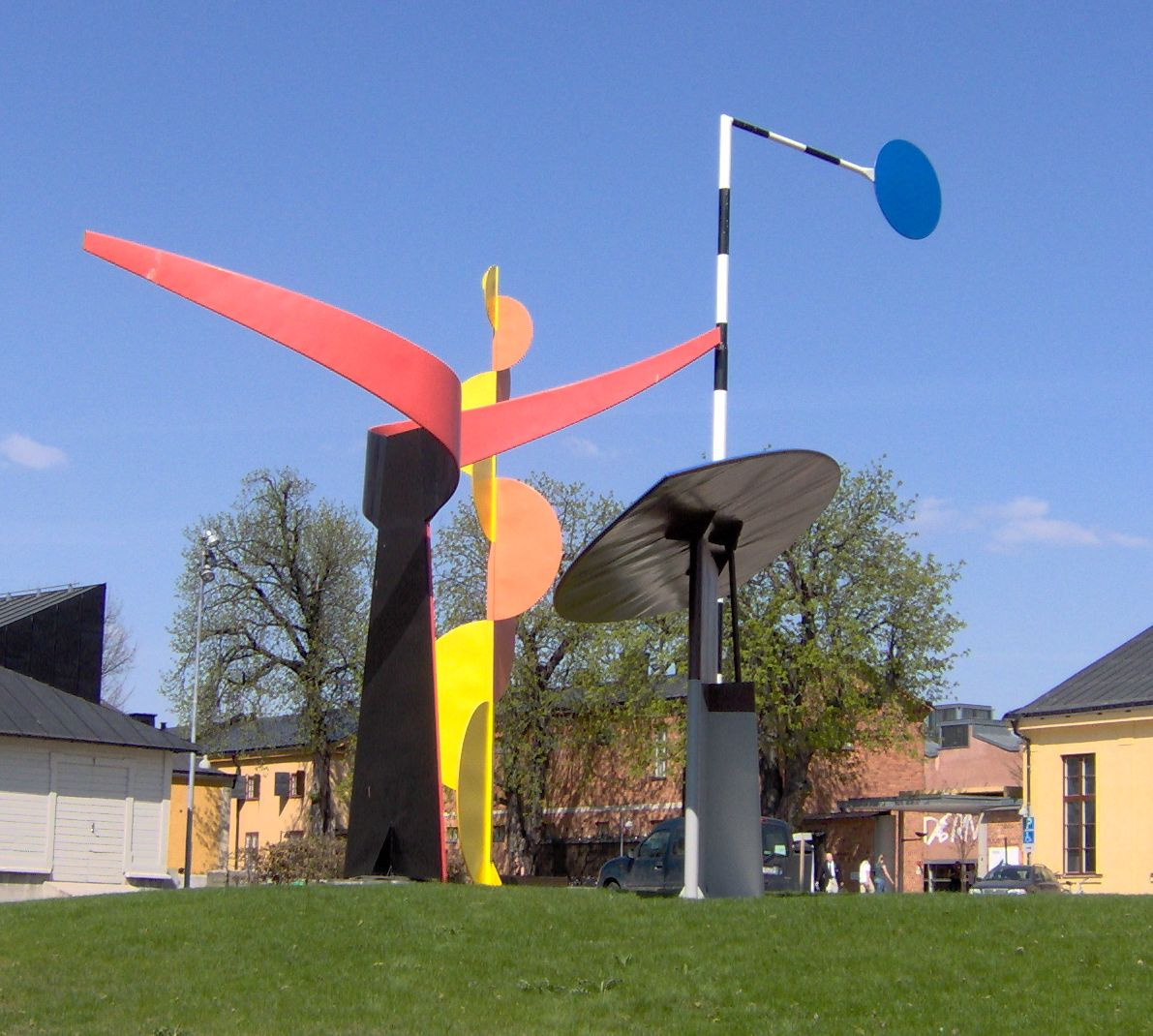
Alexander Calders De fyra elementen
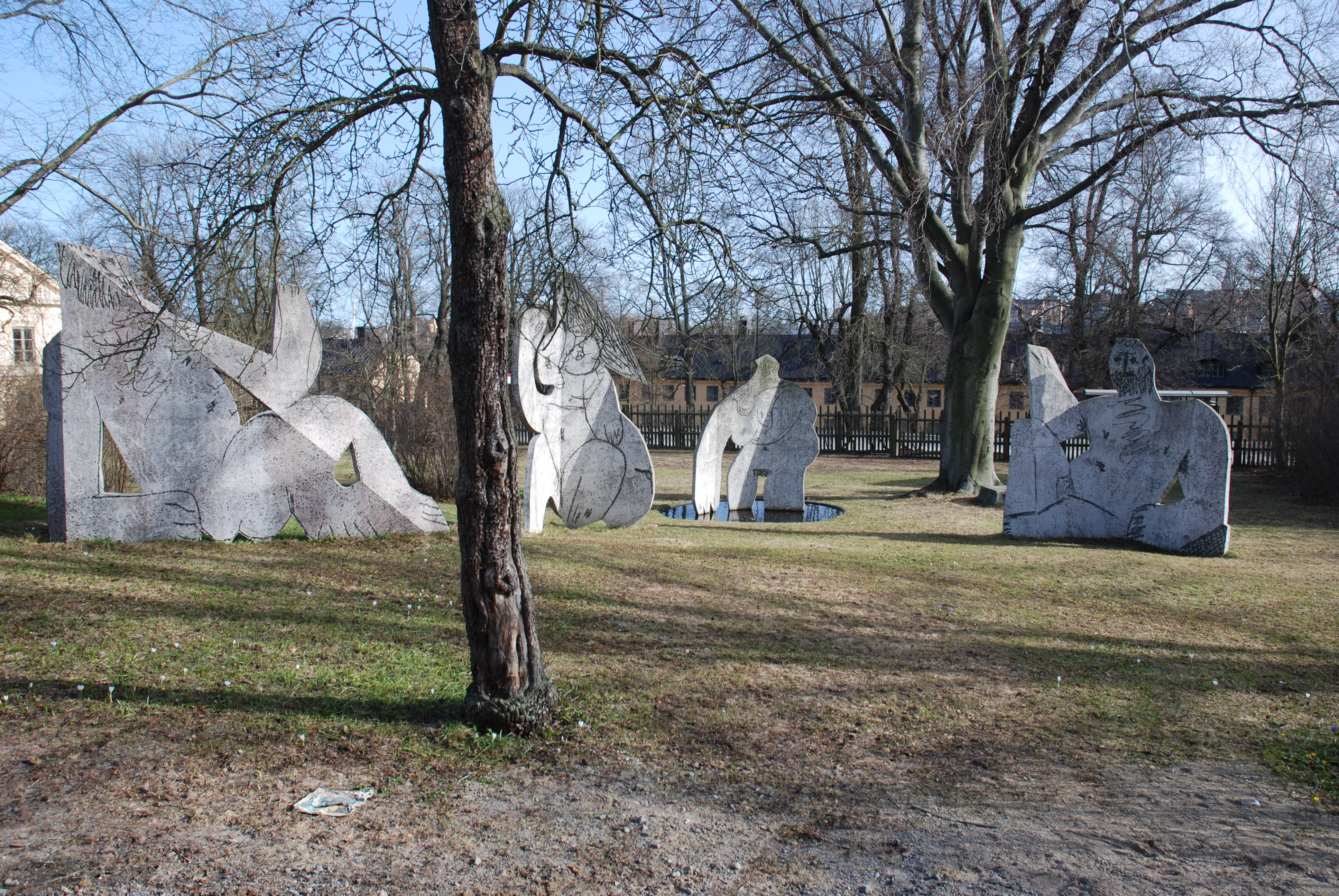
Pablo Picassos Frukost i det gröna
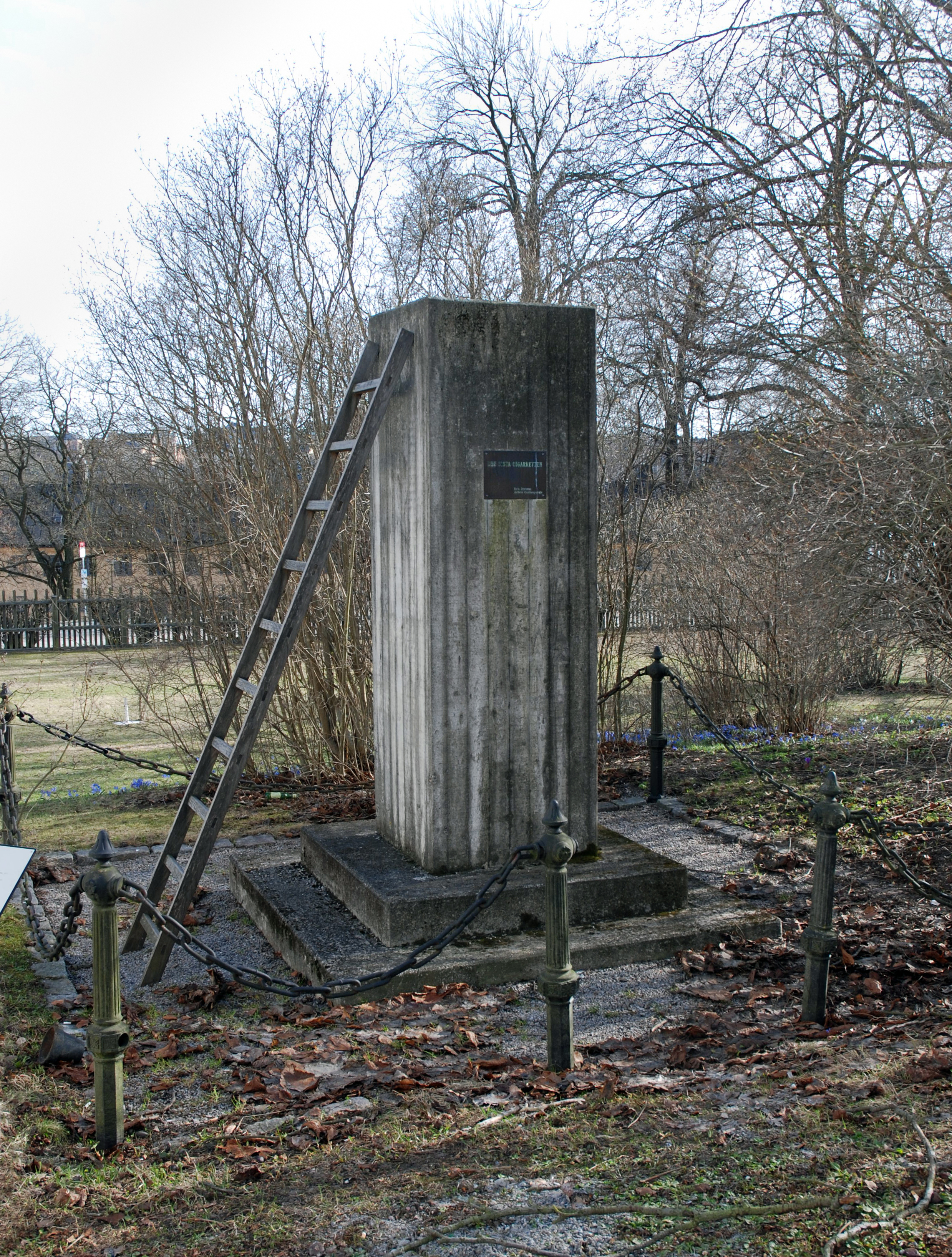
Erik Dietmans Den sista cigaretten
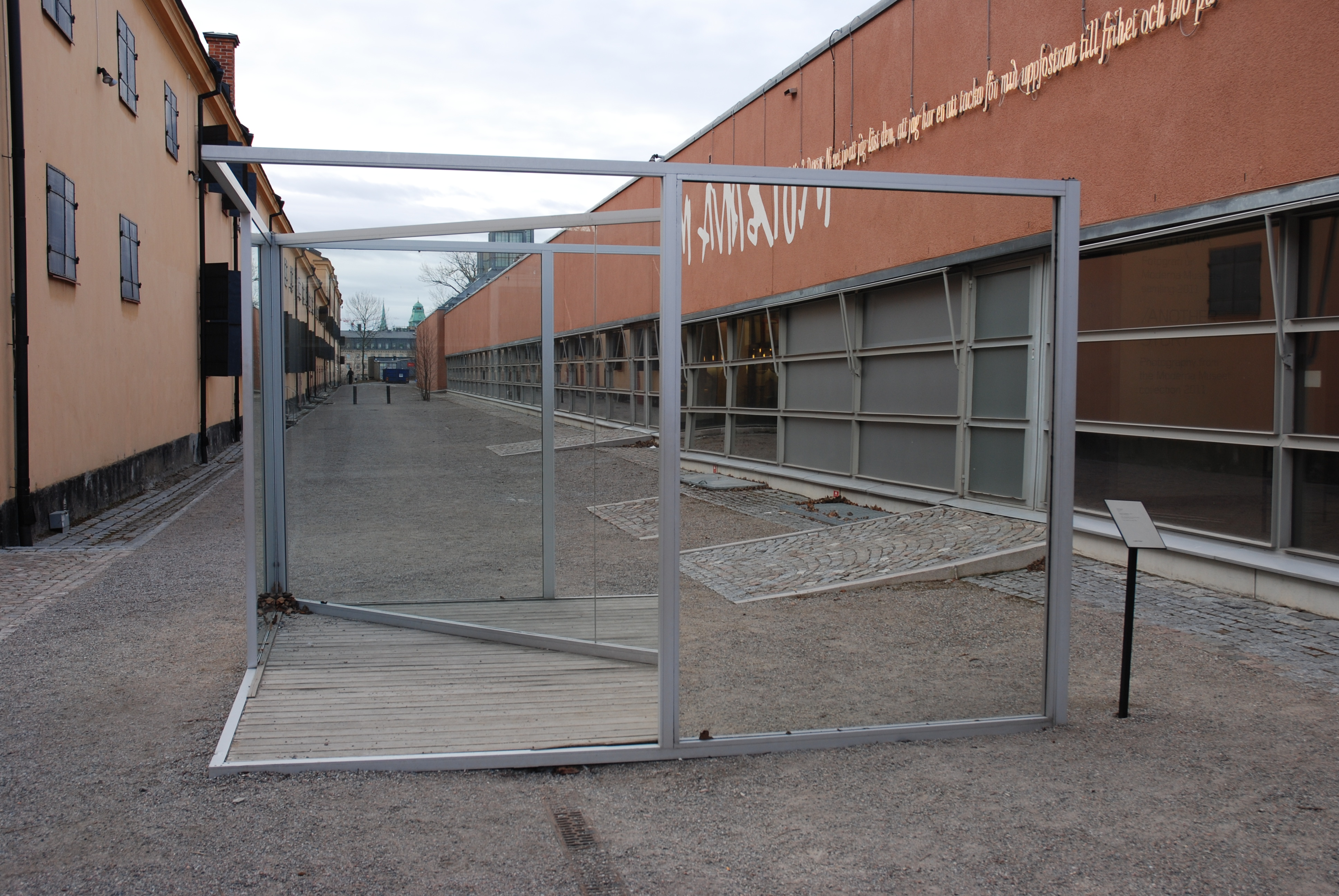
Dan Grahams Pavilion Sculpture II
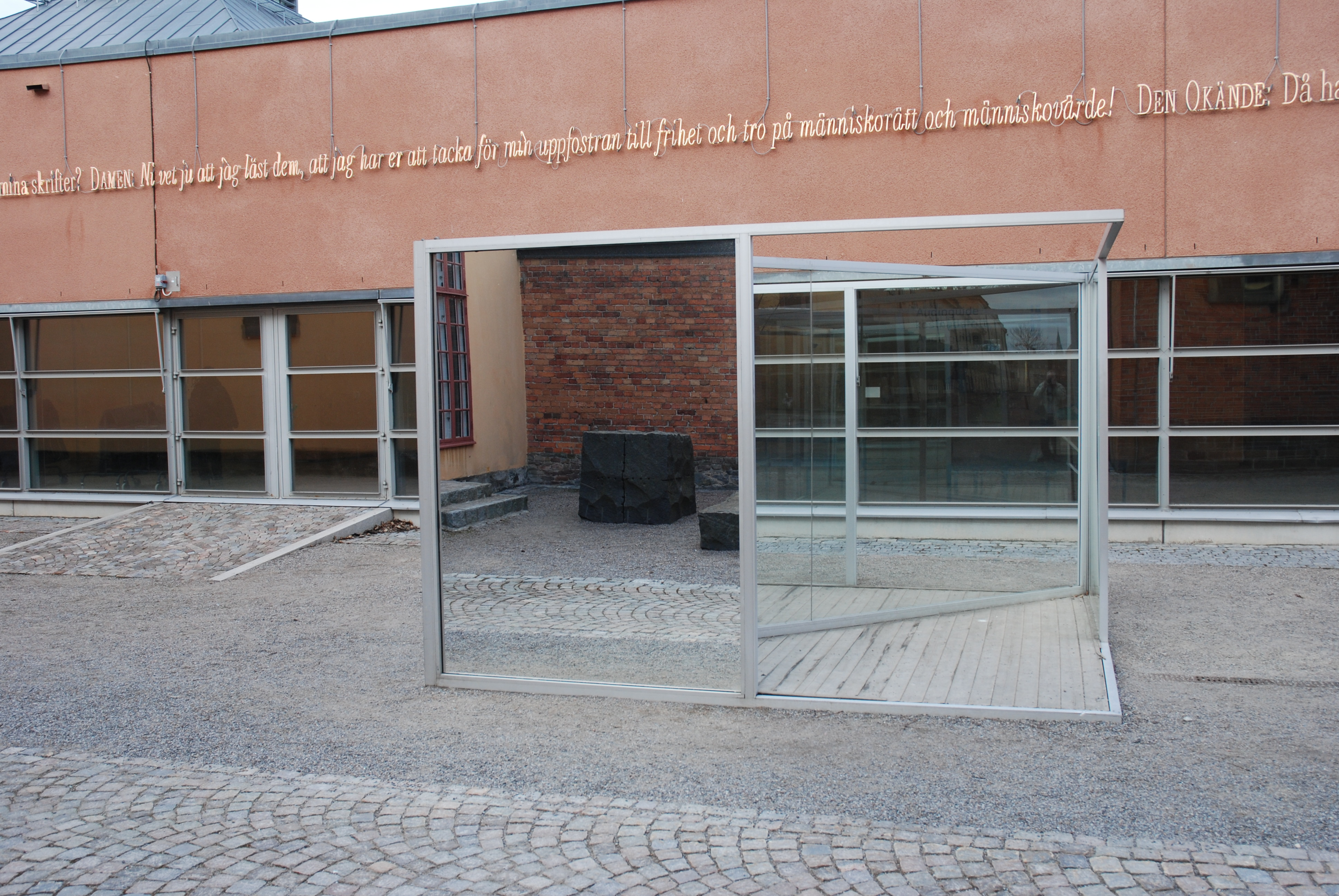
Ulrich Rückriems utan titel, speglad i Dan Grahams Pavilion Sculpture II
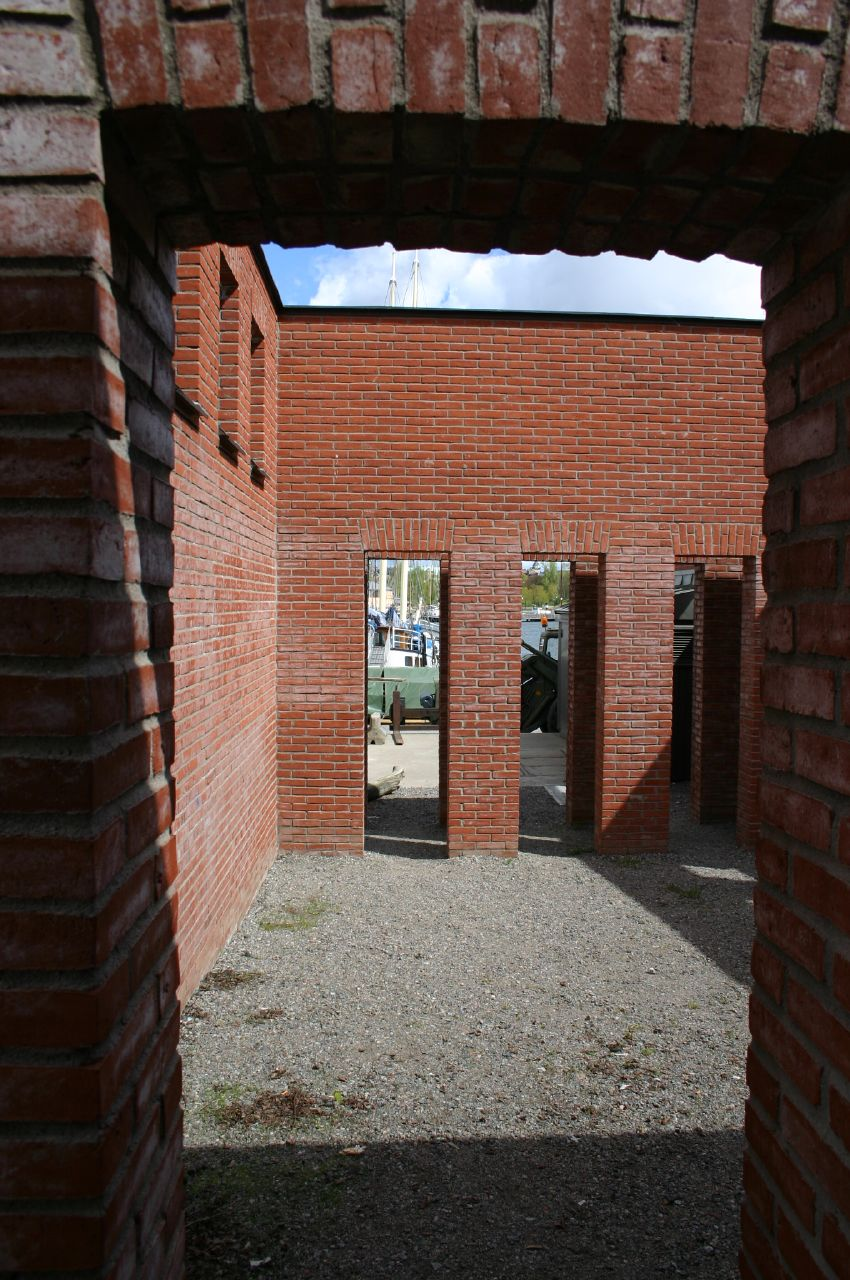
Per Kirkebys Struktur
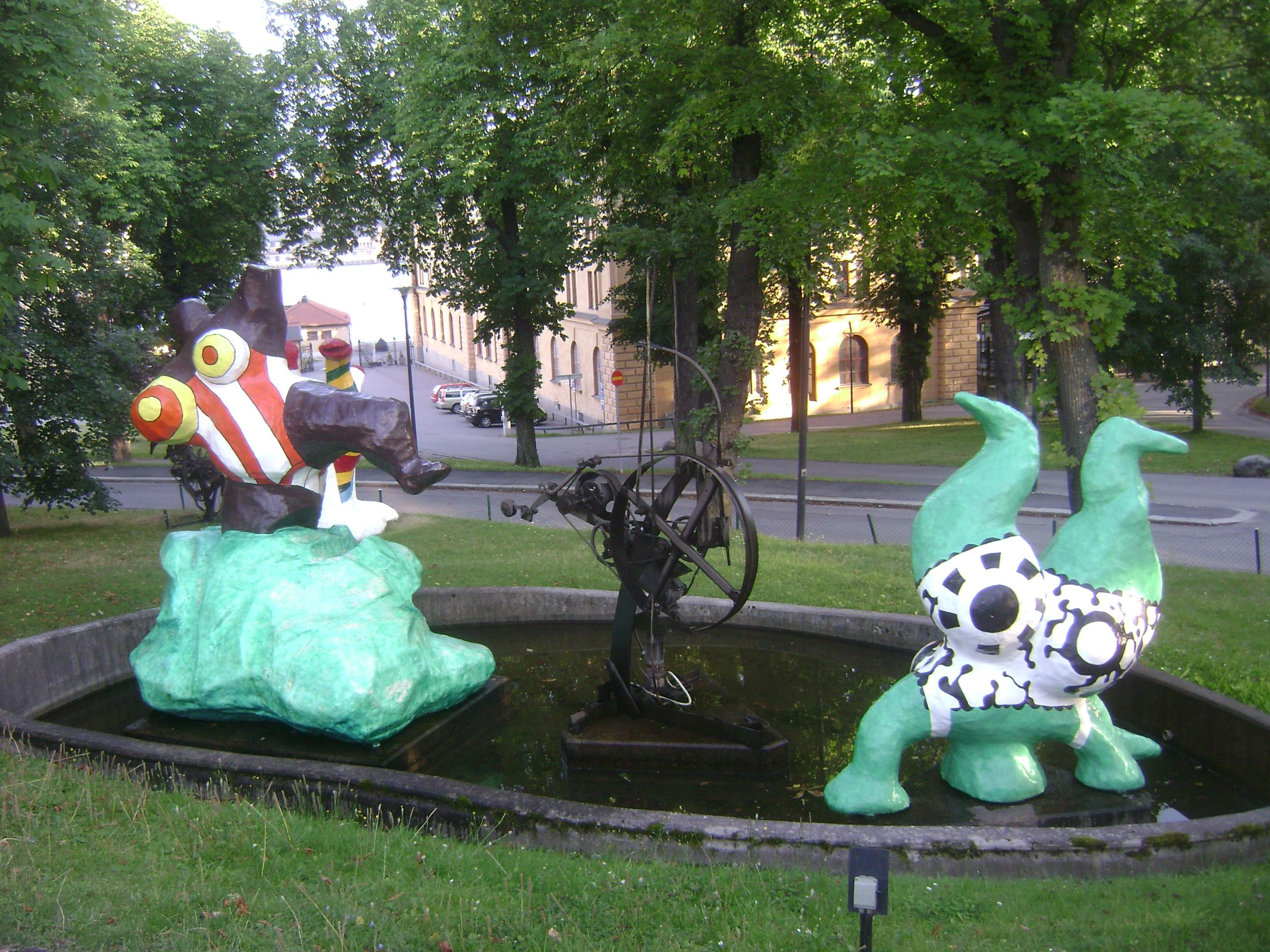
Niki de Sainte Phalles Paradiset, detalj
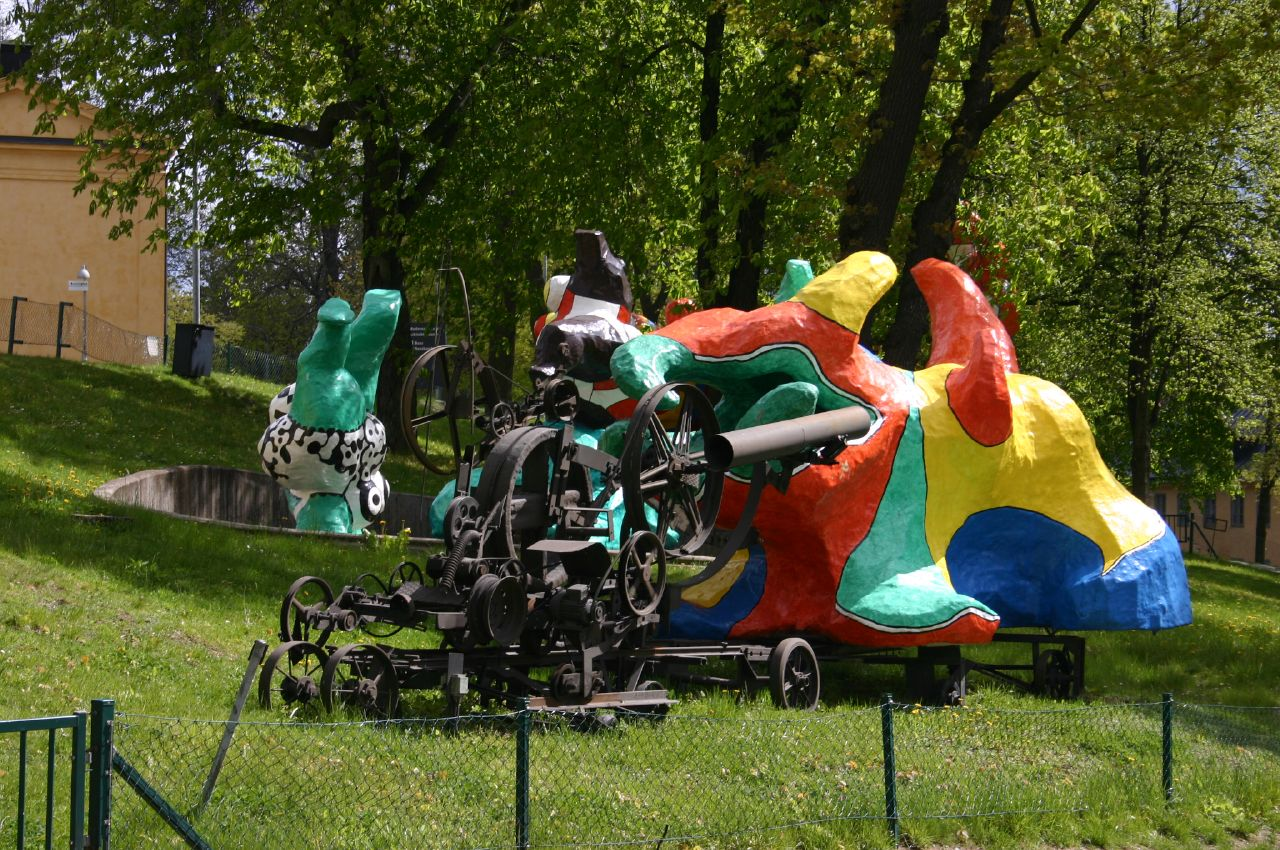
Niki de Saint Phalles och Jean Tinguelys Paradiset, detalj
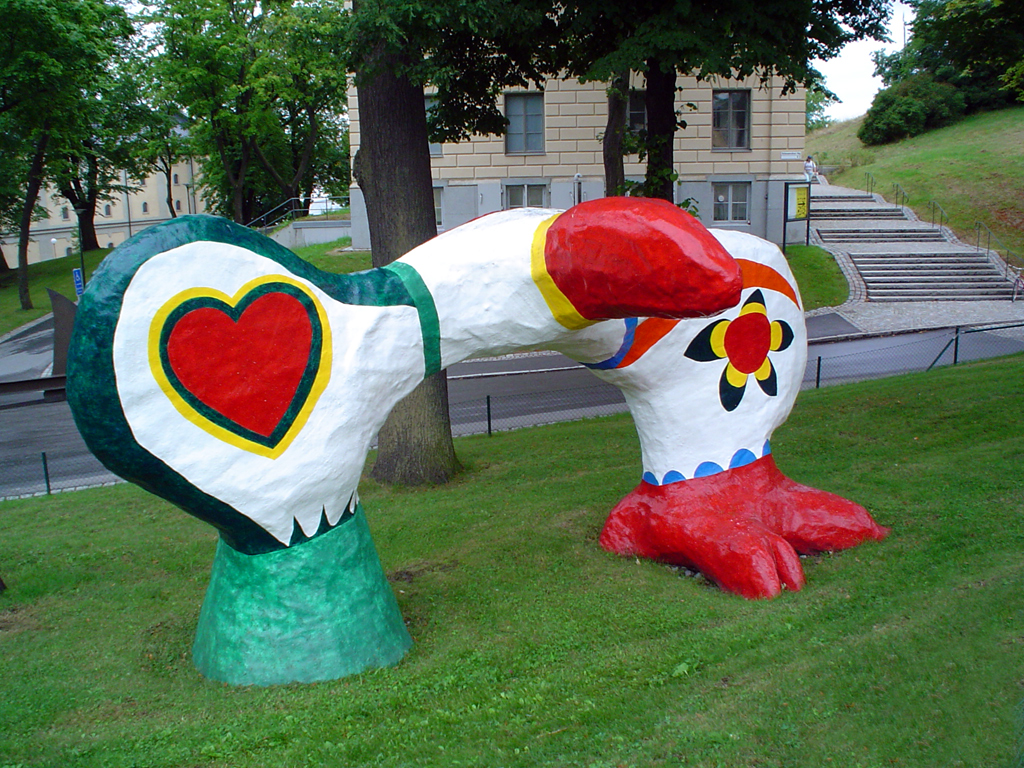
Niki de Saint Phalles Paradiset, detalj
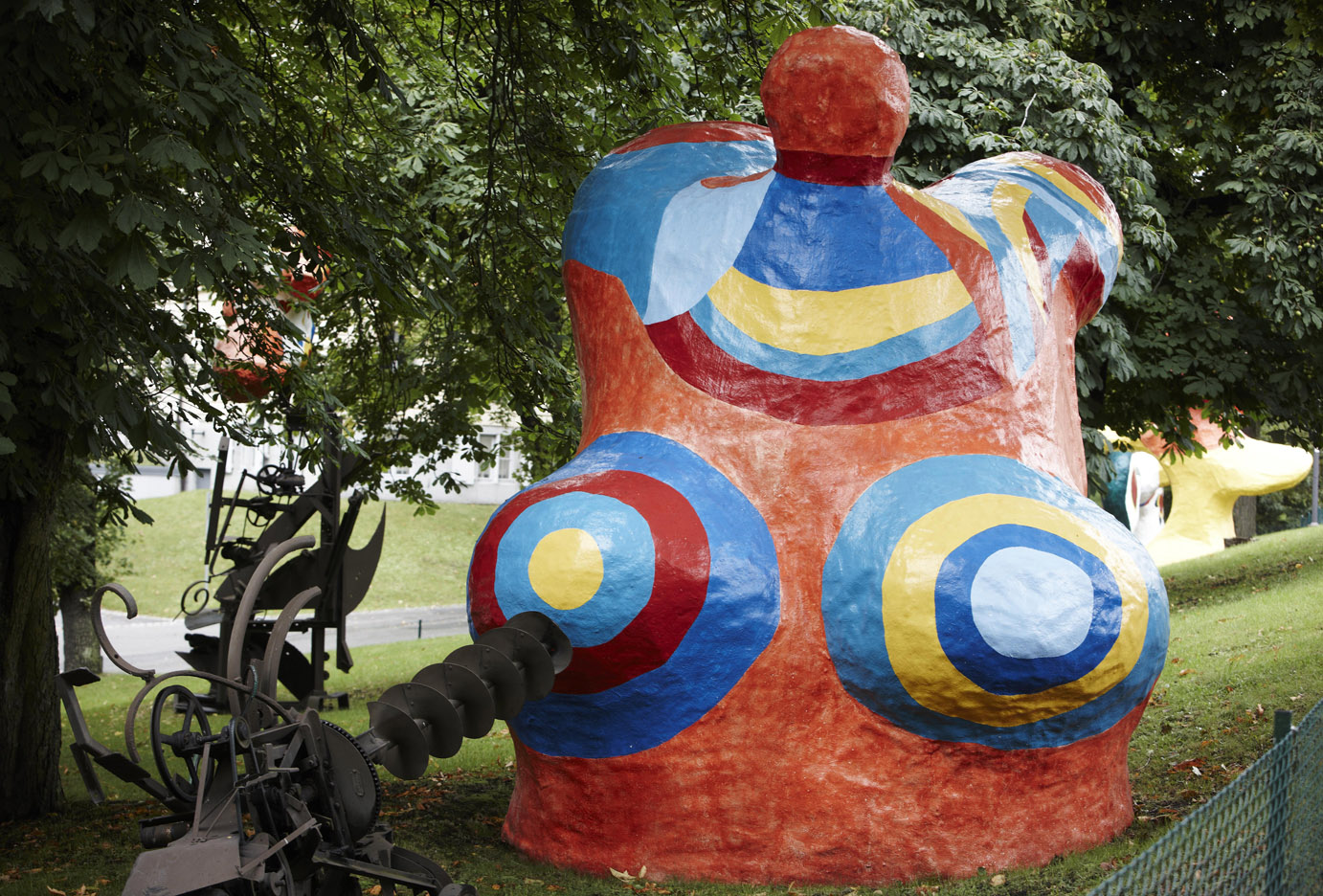
Niki de Saint Phalles Paradiset